# Редмонд, Ли
Ли Редмонд (англ. Lee Redmond; 2 февраля 1941, Солт-Лейк-Сити — 14 декабря 2023, Юта) — американка, проживающая в Солт-Лейк-Сити и внесенная в Книгу рекордов Гиннесса как обладательница самых длинных ногтей в мире. Она растила свои ногти с 1979 года. Общая длина ногтей на её руках на момент регистрации составляла 7 метров и 51,3 сантиметров (24 фут и 7,8 дюйм).

## Рекорд
Ли Редмонд известна благодаря своему активному участию в различного рода развлекательных телешоу и благотворительных акциях. При всей необычности маникюра она утверждала, что он ей не сильно мешал готовить, убирать, водить машину и ухаживать за мужем, страдающим болезнью Альцгеймера, хотя жаловалась, что в холодное время ей сложно было надевать тёплую одежду, а окружающие относились к её особенности больше негативно.
Однако 10 февраля 2009 года году 68-летняя Редмонд попала в автокатастрофу, когда ехала со своими внуками домой, в результате чего не только получила тяжёлые травмы, но и сломала свои знаменитые ногти. На момент аварии общая длина ногтей превышала 8 метров (на момент последнего измерения от 23 февраля 2008 года длина составляла 8 м 65 см), а ноготь на большом пальце правой руки имел длину 89 сантиметров. Представители Книги Гиннесса выразили свои соболезнования, отметив что Ли Редмонд была одной из самых интересных рекордсменок.